# Yazid av Marocko
Yazid av Marocko, född 1750, död 1792, var regerande sultan av Marocko mellan 1790 och 1792. 